# TK Agrofert Prostějov
TK Agrofert Prostějov je český tenisový klub založený v roce 1900, spolu s oddíly I. ČLTK Praha a Sparta Praha, jedno ze tří středisek Národního tenisového centra – s názvem „Národní tenisové centrum Morava“, pro trénink a výchovu českých tenisových talentů a předních tenistů. Nejlepší období existence nastalo po sametové revoluci, kdy se předsedou stal Miroslav Černošek. Generálním partnerem klubu je Agrofert, jehož jméno je součástí názvu.
Mistrovství České republiky ve smíšených družstvech Agrofert Prostějov vyhrál v letech 1995, 1997–1999, 2002–2004 a 2007–2017. K roku 2011 v klubu hrálo 120 závodních tenistů, včetně Petry Kvitové a Tomáše Berdycha, s ročním rozpočtem oddílu okolo dvaceti miliónů korun.
Dříve oddíl působil pod názvy TK SEZOOZ Prostějov a v letech 2004–2007 TK Česká sportovní. Předseda klubu a sportovní manažer Miroslav Černošek založil v roce 1996 firmu TenisKomerc Plus později přejmenovanou na TK Plus a v roce 2001 pak Českou sportovní. Tyto společnosti ovládají TK Agrofert Prostějov a od roku 2009 také tenisový oddíl TK Sparta Praha.
V areálu je jedenáct otevřených antukových dvorců a jeden dvorec s umělým povrchem. Centrální dvorec má zatahovací střechu, sky boxy a kapacitu 1 075 diváků. V areálů se nachází také Hotel Tennis club, v jehož zázemí jsou tři kryté umělé tenisové dvorce a sedm squashových kurtů. Od roku 1994 je klub dějištěm challengeru UniCredit Czech Open. Prostějov hostil kvalifikační kolo Světové skupiny Davis Cupu 2001, v němž Česko porazilo Rumunsko 3:2 na zápasy. V dubnu 2019 na centrkurtu vyhrály Češky světovou baráž Fed Cupu proti Kanadě 4:0 na zápasy.

## Tenisté
Po roce 1990 se mezi členy klubu zařadili také tenisté světové úrovně.
Mezi muži k nim patřili Jiří Novák, Tomáš Berdych, Karel Nováček, Jan Hájek, Lukáš Rosol, Jaroslav Levinský, Igor Andrejev, Florian Mayer, Serhij Stachovskyj, Andreas Seppi, Jarkko Nieminen, Tomáš Cibulec, Lukáš Dlouhý, Michal Tabara, Dušan Lojda, Adam Pavlásek, Jiří Veselý,  Jiří Lehečka, Dalibor Svrčina, Vít Kopřiva a Jakub Menšík.
Za klub hrály dvě světové jedničky na žebříčku WTA ve dvouhře – Martina Hingisová a Caroline Wozniacká. K dalším členkám se zařadily Jana Novotná, Petra Kvitová, Lucie Šafářová, Petra Cetkovská, Maria Kirilenková, Klára Koukalová, Tereza Smitková, Sára Bejlek, Anna Sisková, nebo Slovenky Daniela Hantuchová s Dominikou Cibulkovou.
Ve funkci šéftrenéra působí Jaroslav Navrátil.

## Vítězství v extralize
První ročník samostatné české extraligy – mistrovství smíšených družstev v tenise, se odehrál v roce 1993. Soutěž navázala na československou extraligu, respektive I. ligu, která probíhala od roku 1951.

### Tituly
- 1995 – TK Prostějov
- 1997 – TK SEZOOZ Prostějov
- 1998 – TK SEZOOZ Prostějov
- 1999 – TK AGROFERT Prostějov
- 2001 – nehrálo se
- 2002 – TK AGROFERT Prostějov
- 2003 – TK Česká sportovní
- 2004 – TK Česká sportovní
- 2007 – TK AGROFERT Prostějov
- 2008 – TK AGROFERT Prostějov
- 2009 – nehráno pro finále Davis Cupu[5]
- 2010 – TK AGROFERT Prostějov
- 2011 – TK AGROFERT Prostějov
- 2012 – TK AGROFERT Prostějov
- 2013 – TK AGROFERT Prostějov
- 2014 – TK AGROFERT Prostějov
- 2015 – TK AGROFERT Prostějov
- 2016 – TK AGROFERT Prostějov
- 2017 – TK AGROFERT Prostějov[5]
- 2021 – TK AGROFERT Prostějov
- 2022 – TK AGROFERT Prostějov
- 2023 – TK AGROFERT Prostějov[6]

### Další ročníky
- 2018 – prohra ve finále s I. ČLTK Praha 4:5 na zápasy.[5]
- 2019 – semifinálová skupina v Prostějově
- 2020 – prohra ve finále s TK Sparta Praha 4:5 na zápasy.[7]